# Auditòrium de Palma
L'Auditòrium de Palma és una sala d'espectacles des de 1969 situada en el número 18 del passeig Marítim de Palma (Mallorca). Des del començament ha desenvolupat una gran activitat cultural, centrada en la música i en les representacions dramàtiques, però també en el cinema i en la celebració de tota mena de congressos i de convencions.
Així, ha assolit cert prestigi internacional i, pel que fa a les representacions teatrals, tant la Sala Magna com la Mozart han esdevingut dos escenaris emblemàtics del teatre a Mallorca. Per la quantitat i per la qualitat de la cartellera que ha ofert, l'Auditòrium ha estat l'escenari teatral més important a les Illes Balears durant la segona meitat del segle xx.

## Història
Va ser un edifici construït per iniciativa de l'empresari Marc Ferragut i Fluxà, qui, com a gran aficionat a la música i després d'assistir a un concert de música al Royal Festival Hall a Londres, s'il·lusionà amb la idea de construir un espai semblant a Palma. Després de la negativa de l'Ajuntament de Palma i de diverses institucions públiques, decidí acomplir tot sol el projecte. D'aquesta manera, les obres començaren el 1967 i duraren dos anys.
La concepció de l'espai responia a un plantejament nou dins la tradició dels locals per a grans espectacles a Mallorca. En ple passeig Marítim els terrenys escollits, que aleshores eren propietat de la Junta d'Obres del Port, oferien una ubicació excepcional. Foren destinats a aquesta finalitat per acord entre l'Ajuntament, la Junta i la iniciativa privada. Tècnicament, s'havia de superar la dificultat del gran desnivell existent entre la façana frontal i la cara posterior. Se n'ocupà l'arquitecte Luis Feduchi Ruiz, de gran prestigi internacional, i el resultat va ser una construcció geomètrica, estructurada en una gradació de formes simples, d'acord amb els corrents arquitectònics europeus innovadors de l'època.
L'auditori es va inaugurar quinze anys després de la visita a Londres, el 3 de setembre del 1969, amb un gran concert a càrrec de l'Orquestra Filharmònica de Berlín, sota la direcció de Herbert von Karajan. Amb aquest nou espai cultural Mallorca esdevingué un punt de referència internacional pel que fa a l'àmbit musical, ja que l'auditori fou equipat amb la tecnologia més moderna del moment i s'hi estrenaren espectacles de gran qualitat.
L'any 1970 es van crear diverses associacions de suport a l'activitat del centre: el Club d'Amics i Protectors de l'Auditòrium i el Club de Joves Amics de l'Auditòrium. S'hi creà, també el 1970, la primera Escola d'Art Dramàtic mallorquina, que fou dirigida per l'argentí Trino Trives, i una Escola de Ballet. Entre el 1970 i el 1977 fou la seu del Conservatori Elemental de Música de les Illes Balears. Durant la dècada dels setanta s'hi pogueren veure nombroses companyies estrangeres, castellanes i catalanes. Entre les primeres destacaren la London & Mediterranean P., The Living Theater i The Lindsay Kemp Company. Entre les segones, que foren molt més habituals i que tingueren èxit sovint, destacaren la companyia de Fernando Guillén, el Teatro Contemporáneo, la companyia de M. Mahor i M. Otero, la de S. Tavora, la d'A. Marsillach, la de Mari Carrillo, la de L. Prendres, la de Núria Espert, la Compañía Sudamericana, la d'I. Guitérrez Caba, etc. Finalment, també hi foren presents els grans col·lectius catalans, com la Companyia del Retaule, Dagoll Dagom, Els Joglars, la mateixa Núria Espert, etc., i altres companyies de les Illes Balears, com ara la menorquina Nura o la Companyia Xesc Forteza.
A la mort de Marc Ferragut el substituí en el càrrec de director de l'Auditòrium el seu fill, Rafel Ferragut Bonafè.
Entre la dècada dels vuitanta i dels noranta, gràcies al fet de ser la seu més important del Festival Internacional de Teatre de Palma, va viure el període més espectacular de la seva programació. Va comptar amb la presència dels grups més prestigiosos internacionalment, com la Lindsay Kemp Company, el Piccolo Teatro di Milano, la companyia de Dario Fo, Tadeusz Kantor, Jango Edwards, Victorio Gassman, Marcel Marceau, el Teatre Negre de Praga, els ballets de Larry Richardson Company, l'Òpera de Pequín, etc. A més a més, hi foren presents diverses companyies basques, gallegues i catalanes; destaquen Akelarre, La Cuadra de Sevilla, Tábano, la companyia d'Antonio Gades, Dagoll Dagom, Els Joglars, Comediants, la companyia del Teatre Lliure de Barcelona, El Tricicle, les companyies de Josep Maria Flotats i d'Enric Majó, La Fura dels Baus i Vol-Ras.
En tancar-se el cicle dels festivals, disminuí lleugerament la programació de grans espectacles, encara que la Sala Magna ha continuat fent la funció d'acollida de les companyies més ambicioses que han passat per Mallorca, una activitat que ha complementat amb la Sala Mozart. Hi han continuat presents companyies internacionals com la de Dario Fo i la de Lindsay Kemp Company; les castellanes La Cuadra, Juan Echanove, J. Gurruchaga, J. Sacristán, Teatro del Sur, La Quimera de Plástico, etc., i també companyies catalanes, com La Cubana, Els Joglars, Els Comediants, el Centre Dramàtic de la Generalitat de Catalunya, T de Teatre, Vol-Ras, Dagoll Dagom, El Tricicle, El Teatre Nacional de Catalunya, Krampack, La Fura dels Baus, etc.
Tanmateix, l'Auditòrium ha tengut un paper fonamental en la consolidació d'algunes companyies mallorquines, com el Teatre de Bunyola, Iguana Teatre, La Lluna de Teatre i, sobretot, Diabéticas Aceleradas, que des del 1996 hi ha presentat tots els seus espectacles.

## Sales
L'edifici disposa d'un total d'11.000 m² construïts, dels quals la part principal, ocupada per la Sala Magna, n'abraça 800. A més de tenir un fossat apte per a 90 músics, està dotat d'una tramoia metàl·lica amb contrapesos, amb dos ponts maniobrables electrònicament. L'estructuració de la sala respon a la finalitat d'aconseguir una bona acústica, màxima visibilitat, comoditat per als espectadors i sentit pràctic per als muntatges. Té una capacitat de 1.739 persones, 920 butaques al pati, 130 a llotges i 689 al primer pis. Malgrat que la decoració és molt austera, l'acústica és una de les grans virtuts de la sala, motiu pel qual fou lloada com una de les millors sales de concert de tot Europa.A la mort de Marc Ferragut el substituí en el càrrec de director de l'Auditòrium el seu fill, Rafel Ferragut Bonafè.
D'altra banda, l'edifici disposa de la Sala Mozart, un segon espai escènic molt adient per a representacions de petit format. Té una capacitat per a 331 espectadors i un escenari d'11 m d'embocadura, 20 m d'amplada, 6,5 m de profunditat i 3,5 m d'alçària. El conjunt de l'edifici es completà posteriorment amb l'annexió de 7 estances laterals, destinades a usos molt diversos: són les sales Bach, Albéniz, Granados I i II, Falla, Victòria i Turina. Totes tenen unes característiques similars: hi caben entre 50 i 200 persones i tenen unes mides que van de 35 a 13 m de llargària per 7 d'amplària.A la mort de Marc Ferragut el substituí en el càrrec de director de l'Auditòrium el seu fill, Rafel Ferragut Bonafè.